# Vera Ignat'evna Muchina
Vera Ignat'evna Muchina (in russo Вера Игнатьевна Мухина?; Riga, 1º luglio 1889 – Mosca, 6 ottobre 1953) è stata una scultrice e pittrice sovietica.
È nota soprattutto per la nota statua L'operaio e la kolchoziana, realizzata in occasione dell'Expo 1937 di Parigi. Assieme ad Anna Golubkina e Vera Isaeva fu una delle più importanti scultrici del suo tempo in Unione Sovietica.

## Biografia
Dopo aver studiato a Parigi con Émile-Antoine Bourdelle, nel 1910 si recò a Mosca, dove fece amicizia con Ljubov' Popova e con la quale frequentò il gruppo Fante di Quadri. Si avvicinò alle tendenze cubo-futuristiche in opposizione all'impressionismo, ritenuto "antiplastico". In questa ottica si colloca La fiamma della Rivoluzione (1922), chiaramente ispirata alle Forme uniche della continuità nello spazio di Umberto Boccioni. Sperimentò le nuove forme d'arte su soggetti classici come la Pietà (1916) e su disegni di costumi mai realizzati per Aleksandr Jakovlevič Tairov.
Fu assistente di Aleksandra Aleksandrovna Ėkster, con la quale collaborò all'Atelier della moda di Mosca. Del 1927 è la Contadina, realizzata in occasione del decimo anniversario della Rivoluzione russa. Il rispetto dei canoni del realismo socialista fece sì che Vera Muchina acquisì sempre più prestigio all'interno del Partito Comunista, tanto da ricevere importanti commissioni quali le figure dell'Hotel Mosca e le sculture delle mietitrici sulla Moscova.